# 152-мм полевая мортира образца 1885 года
152-мм полевая мортира образца 1885 года — российское полевое орудие, использовавшееся во время Русско-Японской и Первой мировой войны.
6-дюймовая полевая мортира обр. 1885 г являлась совместной российско-германской разработкой фирмы «Крупп» и Обуховского завода; ведущим конструктором был А.П. Энгельгардт. Орудие предназначалось для ведения как настильного, так и навесного огня, и при небольшой дальнобойности обладало высоким разрушительным эффектом. Мортира имела поршневой затвор и раздельное заряжание; противооткатные устройства и щит отсутствовали.
Принятую на вооружение в 1885 г мортиру долго не могли запустить в валовое производство, которое началось только в 1895 году. Однако из-за ставших неудовлетворительными для начала XX века технических данных (малая дальность стрельбы, низкая скорострельность) выпуск орудия был прекращен уже в 1902; всего изготовили 150 мортир. Сколько из них принимало участие в русско-японской войне, автору данного сообщения установить не удалось (в литературе говорится о «незначительном числе»).
ТТХ 6-дюймовой полевой мортиры обр. 1885 г:
Калибр – 152,4-мм. Длина ствола – 8,36 калибра. Вес – 1300 кг. Угол возвышения ствола – до 30 град . Вес снаряда – 34 кг. Начальная скорость снаряда – 232 м/с. Дальность выстрела: гранатой – 3,7 км, шрапнелью – 3,7 км. Скорострельность – 2 выст./мин.

## Ссылки

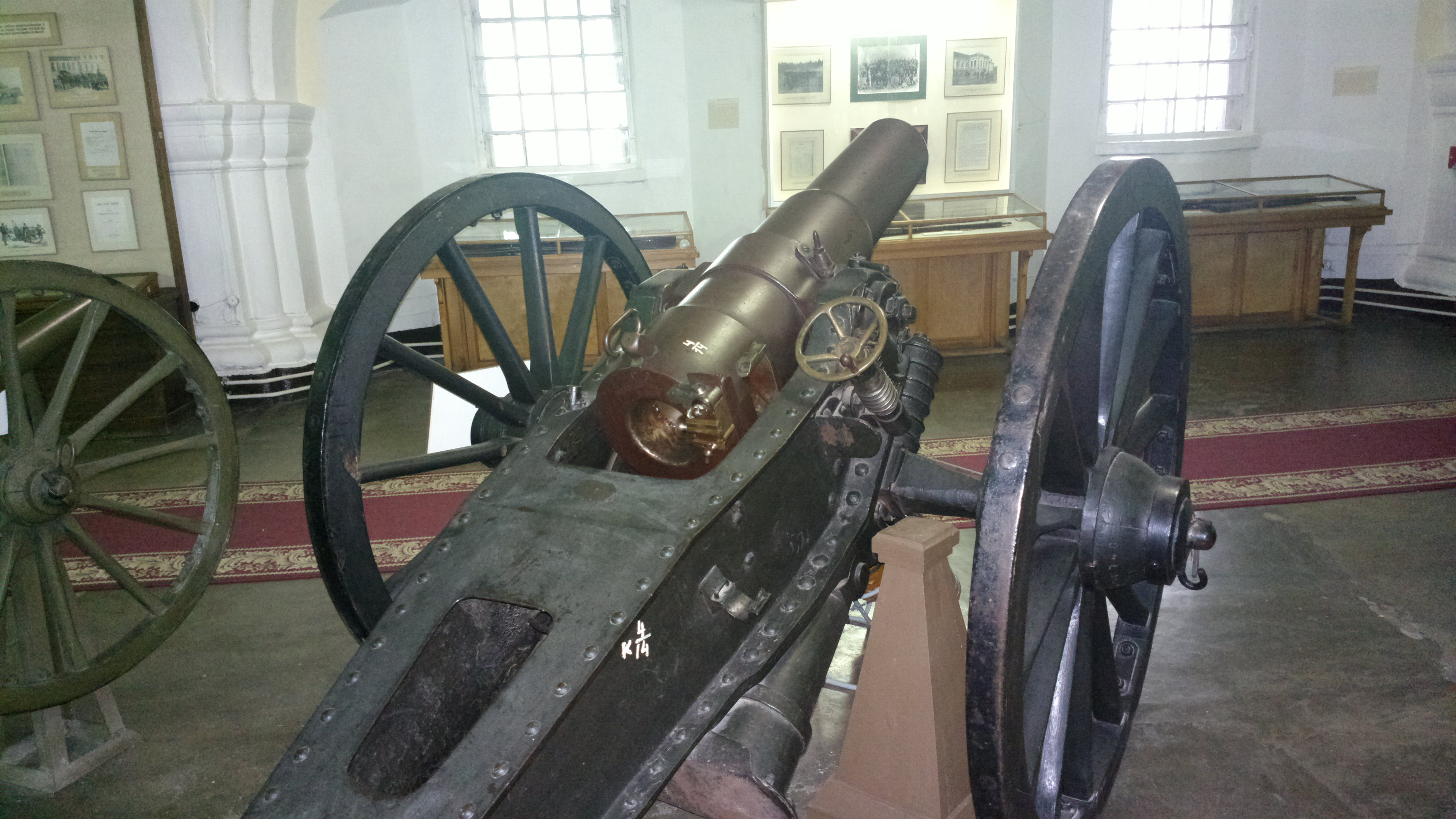
6-дюймовая полевая мортира обр. 1885 г. Вид сзади. Музей артиллерии, инженерных войск и войск связи (Санкт-Петербург)